# Interdisciplinarité
Ne doit pas être confondu avec Pluridisciplinarité ou Transdisciplinarité.
 (mai 2023).
L’interdisciplinarité est la notion de travail commensal de personnes ou des plusieurs équipes issues de diverses disciplines scientifiques.
L'intérêt est d'enrichir les approches et solutions en favorisant la créativité et la sérendipité, de faciliter l'atteinte d'un but commun en confrontant des approches différentes d'un même problème. Des concepts proches et complémentaires sont la pluridisciplinarité, la transdisciplinarité et la métadisciplinarité.
L'interdisciplinarité est reconnue comme nécessaire pour résoudre les questions globales et complexes (changement climatique, santé publique, crise écologique ou sociopolitique, paix dans le monde, etc.), mais la structuration de l'enseignement et du monde de la recherche n'a pas favorisé la coopération et l'interdisciplinarité. De plus, les études interdisciplinaires sont d'autant plus difficilement financées qu'elles mobilisent des disciplines éloignées les unes des autres et si elles trouvent un financement, elles seront statistiquement moins citées que les autres (moindre facteur d'impact).

## Histoire, richesse initiale et poids actuel du cloisonnement des disciplines
L'idée de diviser le savoir et les sciences en catégories clairement distinctes remonterait au moins à Platon et Aristote.
La Renaissance a été plus universaliste puis au XVIe siècle Francis Bacon et plusieurs autres philosophes ont déploré la fragmentation de la connaissance.
Cependant avec la découverte de nouveaux territoires géographiques et scientifiques, la croissance de la masse des données scientifiques et du nombre des disciplines a rapidement eu pour effet qu'une seule personne ne pouvait plus cerner ni manipuler seule cette information. L'historien de la science Peter Weingart (de l'Université de Bielefeld, en Allemagne) donne comme exemple le traité taxonomique Systema naturae de Carl Linnaeus : sa première édition de 1735 contenait 10 pages et sa mise à jour de 1768 l'avait porté à 2 300 pages pour environ 7 000 espèces, il en contiendrait de nos jours plus de 1,3 million.
Un renforcement de la tendance au cloisonnement des disciplines a été observé depuis la Seconde Guerre mondiale, probablement inspiré par la taylorisation et les approches économiques…
Pour Edgar Morin (1994), le concept de discipline scientifique renvoie à « une catégorie organisationnelle au sein de la connaissance scientifique ; elle y institue la division et la spécialisation du travail et elle répond à la diversité des domaines que recouvrent les sciences. Bien qu'englobée dans un ensemble scientifique plus vaste, une discipline tend naturellement à l'autonomie, par la délimitation de ses frontières, le langage qu'elle se constitue, les techniques qu'elle est amenée à élaborer ou à utiliser, et éventuellement par les théories qui lui sont propres ».
Cet auteur souligne combien cette délimitation a permis la phase dite modernité de la recherche scientifique qui succédait à la phase classique où « tout le monde pensait sur tout » avec une grande dispersion de l'attention et de l'énergie.
Chez les anglophones le mot « interdisciplinarity » se répand au début du XXe siècle. Sa première citation dans l'Oxford English Dictionary ne remonte qu'à décembre 1937 (tiré d'une revue de sociologie) mais à l'époque, certains le jugeaient déjà galvaudé ; en août de la même année, dans un rapport au Social Science Research Council des États-Unis, un sociologue de l'Université de Chicago juge que l'interdisciplinarité est l'un des concepts bateau ou slogans qui devraient être examinés de manière plus critique (R. Frank Articles 40, 73-78, 1988, cité par Ledfrod en 2015 dans Nature).
Dans les années 1970, le concept d'interdisciplinarité est plébiscité, et n'a cessé de croître depuis. Vincent Larivière explique ce succès d'estime au fait qu'une partie des bibliothèques offre aux chercheurs une large diversité d'abonnements qui facilité l'accès d'une discipline aux chercheurs d'autres disciplines. À la fin du siècle l'explosion de l'internet va encore a améliorer l'accès des chercheurs et du public aux revues de nombreux champs disciplinaires. Cependant, les enseignants et chercheurs qui veulent le concrétiser se heurtent à de nombreux obstacles académiques ou culturels de la part de leurs collègues.
Depuis 1990, la recherche s'intéresse de plus en plus à des questions globales et nécessairement interdisciplinaires telles que la restauration, protection et gestion soutenable de l'environnement, qui ne pas être résolues par une seule discipline. Un ouvrage paru en 1994 sur « la nouvelle production du savoir », parrainé par le Conseil suédois pour la planification et de la coordination de la recherche (Sage) prédit une interdisciplinarité croissante au sein d'une science qui va chercher à résoudre des questions socialement pertinentes. Ce livre selon Larivière a notamment influencé la rédaction du 5e PCERD (cinquième programme cadre de financement de la recherche) de l'Union européenne (de 1998 à 2002) qui a nettement encouragé la recherche interdisciplinaire. Dix ans plus tard (2004) en réponse aux défis et enjeux soulevés par ceux qui tentent des approches ouvertes (open source, open data, multilingue, travaux interfacultés, consortiums inter-institutions…) et multidisciplinaires les US National Academies publient un rapport intitulé « Faciliter la recherche interdisciplinaire » qui invite les institutions à abaisser les obstacles qui freinent ces approches (par exemple en permettant des flexibilités de financement permettant des coûts partagés entre plusieurs départements).

### Exemple des disciplines médicales; motivations politiques
Le cloisonnement des disciplines est notamment marqué dans des disciplines médicales, qui se sont individualisées, segmentées, mais aussi hyperspécialisées dans une dynamique comparable de celle des disciplines scientifiques.
La subdivision en disciplines a des avantages en termes de circonscription du champ de savoir et de production de connaissance, mais elle fournit également une garantie de définition d’intérêts catégoriels pour les professionnels de la discipline en question. La parcellisation et le calibrage des disciplines trouvent donc également leur origine dans des motivations politiques voire corporatistes de scientifiques de la discipline en question, aussi pour minimiser l’influence de l’encadrement et du sommet stratégique des universités (Mintzberg, 1982).

## Limites de l’hyperspécialisation
Comme l’a démontré Edgar Morin, la vertu de délimitation du champ de savoir de la logique disciplinaire a pour contrepoint l’hyperspécialisation et une tendance à la chosification de l’objet étudié, avec le risque d’oublier qu’il est à la fois extrait et construit, :

« La frontière disciplinaire, son langage et ses concepts propres vont isoler la discipline par rapport aux autres et par rapport aux problèmes qui chevauchent les disciplines. L'esprit hyperdisciplinaire va devenir un esprit de propriétaire qui interdit toute incursion étrangère dans sa parcelle de savoir. On sait qu'à l'origine le mot discipline désignait un petit fouet qui servait à s'auto-flageller, permettant donc l'autocritique ; dans son sens dégradé, la discipline devient un moyen de flageller celui qui s'aventure dans le domaine des idées que le spécialiste considère comme sa propriété […] On peut néanmoins dire très rapidement que l'histoire des sciences n'est pas seulement celle de la constitution et de la prolifération des disciplines, mais en même temps celle de ruptures des frontières disciplinaires, d'empiètements d'un problème d'une discipline sur une autre, de circulation de concepts, de formation de disciplines hybrides qui vont finir par s'autonomiser ; enfin c'est aussi l'histoire de la formation de complexes où différentes disciplines vont s'agréger et s'agglutiner. »

## Les modes d'articulation des disciplines
Même si les phases premières de la science vont vers un modèle « officiel », celui de la disciplinarité, une autre histoire lui est inséparable, à savoir le développement de trois démarches nommées pluridisciplinarité, interdisciplinarité et transdisciplinarité :
- la pluridisciplinarité est la rencontre autour d'un thème commun entre chercheurs, enseignants de disciplines distinctes mais où chacun conserve la spécificité de ses concepts et méthodes. Il s'agit d'approches parallèles tendant à un but commun par addition des contributions spécifiques. Dans le cadre d'un développement technologique, différentes disciplines ou métiers peuvent collaborer pour traiter chacun un sous-problème ;
- l'interdisciplinarité suppose un dialogue et l'échange de connaissances, d'analyses, de méthodes entre deux ou plusieurs disciplines. Elle implique qu'il y ait des interactions et un enrichissement mutuel entre plusieurs spécialistes. Un exemple récent en est l'éthologie humaine, rencontre entre l'étude du comportement animal et la psychologie de l'enfant ou le cancer vu sous le regard croisé des biologistes, des médecins, des psychologues, des philosophes. L'interdisciplinarité est aussi le principe que l'on retrouve comme fondateur des sciences cognitives. Dans le domaine des sciences humaines et sociales, le droit est une discipline qui s'est ouvert à l'interdisciplinarité. Les travaux de François Ost et de Michel Van de Kerchove ont abouti à la création d'une Revue interdisciplinaire d'études juridiques[6]. Le mouvement de l'analyse économique du droit a connu de nombreux développements, notamment aux États-Unis sous le nom de Law and Economics, mais également en France. Le mouvement droit et littérature se développe également aux Etats-Unis et en Europe. En Italie, notamment, il existe une active société savante, l'Italian Society for law and literature[7]. En France, la Revue Droit et Littérature a été lancée en 2017 ;
- la transdisciplinarité désigne un mode de recherche participatif dans lequel non seulement les sources scientifiques, mais aussi les connaissances empiriques et pratiques sont intégrées dans le travail de recherche[8] ;
- l'indisciplinarité « consiste à enquêter en dehors des disciplines et contre leurs effets sclérosants » (selon Catellin et Loty, 2013[9]).

## Les limites de l'interdisciplinarité, et la métadisciplinarité comme solution
L'interdisciplinarité est nécessaire pour mieux appréhender un sujet dans sa « réalité globale » (approche holistique), mais sans une grande rigueur scientifique, elle comporte toujours le risque de l’approximation conceptuelle, de la confusion des concepts voire de l’illusion de l’embrassement de tous les savoirs. C’est pourquoi certains proposent de dépasser l’interdisciplinarité par une « métadisciplinarité », qui consisterait à « écologiser » les disciplines, c'est-à-dire à dépasser la segmentation en disciplines tout en la conservant (Morin, 1994).
L'interdisciplinarité implique aussi un investissement plus collaboratif (et donc du temps et des interactions humaines plus importantes). Selon Laura Meagher, consultante qui accompagne des équipes dans l'interdisciplinarité, l'erreur la plus commune est de sous-estimer la profondeur de l'implication personnelle et des relations interpersonnelles nécessaires pour réussir un projet interdisciplinaire. « On voit des gens qui pensent qu'il n'en faut pas beaucoup plus qu'agrafer un tas de CV à l'arrière d'une proposition ; Ils ne se rendent pas compte qu'il faut du temps pour construire une relation ».

## Difficulté de financement et questions de reconnaissance académique
L'interdisciplinarité est universellement reconnue comme une valeur nécessaire pour affronter et tenter de résoudre les questions liées aux changements globaux, aux systèmes complexes et pour tenter d'apporter des réponses aux grands problèmes du monde (changement climatique, soutenabilité, santé publique, crise de la biodiversité, problèmes sociétaux et de la paix dans le monde, etc.), mais elle se heurte à de nombreux obstacles.
En particulier le vocabulaire, les métriques, les outils et les méthodes de travail diffèrent d'un champ à l'autre, ce qui rend les passerelles parfois difficiles à établir entre des champs disciplinaires éloignés. Si les scientifiques se sont relativement bien affranchis des barrières linguistiques et géographiques, la structuration générale de l'enseignement puis du monde de la recherche en facultés et départements disciplinaires très cloisonnés n'a pas été propice à la coopération ni au travail interdisciplinaire.
Malgré diverses tentatives de décloisonnement (ex : institut interdisciplinaire créé à Santa Fe au Nouveau-Mexique au début des années 1980, et Beckman Institute for Advanced Science and Technology), une étude récente, elle-même pluridisciplinaire, et basée sur une analyse des décisions de financement public concernant plus de 18 000 projets de recherche scientifique en Australie (acceptés ou non par l'Agence australienne de la Recherche), confirme les conclusions d'une analyse faite en 2004 par les NIH américains (National Institutes of Health avant le lancement d'une feuille de route visant à stimuler la recherche interdisciplinaire : les études interdisciplinaires trouvent plus difficilement des financements que les autres ; et plus ses champs disciplinaires sont éloignés les uns des autres, moins une étude a de chance d'être financée. Parmi les explications suggérées par les auteurs figure le fait que les comités de sélection de projets scientifiques regroupent des examinateurs indépendants qui sont souvent des experts pointus dans une ou deux disciplines, mais qui pourraient avoir du mal à comprendre la valeur des propositions les plus inter- ou trans-disciplinaires quand les autres disciplines sont éloignées de leur domaine d'expertise, ce qui fait que les projets de recherche interdisciplinaires semblent à leurs yeux de qualité inférieure, moyenne ou moins convaincante.
Pour les besoins de cette étude les chercheurs ont créé une nouvelle métrique permettant de situer dans l'arbre des disciplines scientifiques, l'éloignement entre les branches (à la manière dont on mesure l'éloignement entre les espèces sur l'arbre de l'évolution). Ils pensent que cette métrique pourrait aider les comités de sélection de projets à mieux prendre en compte la pluridisciplinarité comme facteur positif et d'intérêt. Une autre étude récente (2015) commandée par le Higher Education Funding Council du Royaume-Uni a montré qu'en outre les publications de recherche transdisciplinaires tendaient à être moins citées que les autres (moindre facteur d'impact).
Selon les NIH, l'interdisciplinarité progresse et est mieux reconnue, et Theodore Brown pionnier de ce mouvement aux États-Unis au début des années 1980 (alors qu'il était vice-président chargé de la Recherche de l'université de l'Illinois estime que cette tendance est irréversible en raison de la complexité des problèmes qu'on l'on demande à la science de résoudre.